# Theophilus North
Theophilus North è un romanzo drammatico del 1974 scritto da Thornton Wilder.

## Trama
1926. Il giovane Theophilus North si trasferisce a Newport, per poter vivere un anno sabbatico. Egli sconvolge la vita della città: inizialmente si propone come insegnante di ripetizione, ma ben presto la sua capacità di risolvere i problemi e una presunta capacità di mesmerismo lo aiuteranno a introdursi nell'alta società di Newport.

## Opere derivate
- Dal romanzo racconto è stato tratto il film Mr. North di Danny Huston 1988[1].

## Edizioni
- Thornton Wilder, Theophilus North, traduzione di Bruno Oddera, Club degli Editori, 1974  [1973],  p. 425.